# Orchon, Bulgan
Orchon (mongoliska: Орхон Сум, Orchon Sum) är ett distrikt i Mongoliet.   Det ligger i provinsen Bulgan, i den centrala delen av landet, 260 km väster om huvudstaden Ulaanbaatar.